# Geografia astronomica

Meccanismo delle maree

Questa branca della geografia e dell'astronomia o, più precisamente, della geografia matematica si occupa di studiare il movimento della Terra in relazione agli altri corpi del sistema solare. Più in generale, si occupa dello studio del pianeta Terra da un punto di vista astronomico e delle sue generalità: forma, dimensioni, movimenti, relazioni con gli altri corpi celesti ecc. 
La scienza che si occupa dell'interno del nostro pianeta (nucleo, mantello, crosta, mantello, rocce, terremoti, vulcani, crateri, ecc.) è la geologia, che a sua volta si suddivide in altre discipline come, per esempio, la vulcanologia, che studia tutto ciò che riguarda i vulcani.
Esempi di argomenti importanti di cui si occupa la geografia astronomica sono:
- Forma della Terra (geodesia (che si occupa anche della sua misura)...)
- Dimensioni della Terra (calcolo di Eratostene di Cirene...)
- Coordinate geografiche (meridiani, paralleli...)
- Movimenti terrestri (rotazione, rivoluzione...)
- Relazioni del nostro pianeta con altri corpi celesti (soprattutto con gli altri corpi del sistema solare...)
- Fenomeno della marea.